# 希格比 (密蘇里州)
希格比（英語：Higbee）是位於美國密蘇里州蘭道夫縣的城市。

## 人口
根據2020年美國人口普查的數據，希格比的面積為1.03平方千米，皆為陸地。當地共有人口459人，而人口密度為每平方千米446人。